# Krzywaczka
Krzywaczka [pronunciación en polaco: /kʂɨˈvat͡ʂka/] es un pueblo en el distrito administrativo de Gmina Sułkowice, dentro del condado de Myślenice, Voivodato de Pequeña Polonia, en el sur de Polonia. Se encuentra a unos 6 kilómetros al noreste de Sułkowice, 10 kilómetros al noroeste de Myślenice, y 22 kilómetros al sur de la capital regional Cracovia.
El pueblo tiene una población aproximada de 1.500 habitantes.